# Orchestre classique de Montréal
Pour les articles homonymes, voir OCM.
L'Orchestre classique de Montréal (OCM) est un orchestre professionnel montréalais fondé en 1939 sous le nom d'Orchestre de chambre McGill par le musicien et chef d'orchestre Alexander Brott et son épouse, la musicienne Lotte Brott. Cette dernière a été violoncelliste au sein de la formation et en a assumé la direction générale jusqu'à son décès en 1998,.
L'orchestre a présenté au public montréalais des interprètes prestigieux tels Beaux Arts Trio, David Oistrakh, Jean-Pierre Rampal, Yehudi Menuhin, Mstislav Rostropovitch, Yo-Yo Ma, Isaac Stern, Ida Haendel, Joseph Szigeti, Lili Kraus, Itzhak Perlman, Maureen Forrester, Glenn Gould, Marilyn Horne, Marc Djokic, Stéphane Tétreault, Sharon Azrieli, Jean-Willy Kunz et Peter Serkin.
L'ensemble a enregistré de nombreux disques pour RCA Victor, London, Baroque, Pirouette et Janus. De plus, l'OCM a effectué des tournées aux États-Unis, en Russie, en Europe, en Amérique du Nord et du Sud, au Mexique et en Asie.
Lors de son 80e anniversaire, en 2019, l'orchestre annonce un nouveau nom, dans le but de se moderniser tout en se rapprochant de son mandat : l'Orchestre classique de Montréal.
Boris Brott, fils des fondateurs, assure la direction artistique de l'orchestre pendant plus de dix ans jusqu'en 2022. Après le décès tragique de Boris Brott le 5 avril 2022, Alain Trudel et Geneviève Leclair deviennent les chefs d'orchestre invités principaux pour la 83e saison. À l'issue d'un processus de sélection de plusieurs mois, la direction de l'OCM annonce Jacques Lacombe comme nouveau directeur artistique, le 22 février 2023. Il prend ses fonctions le 1er juillet 2023.
Le 23 mars 2024, Maxime Goulet et l’Orchestre classique de Montréal se sont démarqués et ont remporté leur premier prix Juno dans la catégorie Grand Ensemble avec leur album « Symphonie de la tempête de verglas », dirigé par Jacques Lacombe.
Le 19 juillet 2024, l’Orchestre classique de Montréal annonce le départ de son directeur artistique et chef principal, maestro Jacques Lacombe .